# Kalirejo (Kabat)
Kalirejo is een bestuurslaag in het regentschap Banyuwangi van de provincie Oost-Java, Indonesië. Kalirejo telt 5184 inwoners (volkstelling 2010).